# Бестаев, Анри Абриевич
Анри́ Абри́евич Беста́ев (22 апреля 1964, Орджоникидзе) — советский и российский футболист, играл на позиции нападающего.

## Карьера
В 1982 году был заявлен за орджоникидзевский «Спартак». В 1987 и 1989 играл за «Локомотив» Минеральные Воды. Далее играл в «Колхети» и «Динамо» Сухуми, пока не вернулся во Владикавказ, однако играл он уже за «Автодор», в 1991 году из клуба второй низшей лиги перебрался в клуб высшего дивизиона «Алания», который был тремя рангами выше, сыграл 13 матчей. Далее играл в «Автодоре», в 1994 году побывал в «Автозапчасти» Баксан. 13 июля 2008 года участвовал в прощальном матче Артура Пагаева. После завершения профессиональной карьеры играл за «Аланы-КИТ» в первенстве Северной Осетии, с которым завоевал серебряные медали в 2009 году.

## Достижения
«Спартак» (Владикавказ)
- Вице-чемпион России: 1992